# 斑點金姬蛛
斑點金姬蛛（学名：Chrysso foliata）为姬蛛科金姬蛛屬下的一个种。